# Tikunej soferim
Tikunej soferim (תיקוני סופרים, tiqqūnēy sōferīm; l. poj. תיקון סופרים, tiqqūn sōferīm) – talmudyczne określenie poprawek i przeróbek tekstu biblijnego, których autorstwo przypisuje się członkom Wielkiego Zgromadzenia (hebr. כנסת הגדולה, Kneset ha-Gdola), działającym w okresie Drugiej Świątyni. 
Pisarze (soferim) zajmujący się skrupulatnym przepisywaniem świętego tekstu Biblii dokonywali przeróbek tekstu o charakterze teologiczno-interpretacyjnym. Nie miały one nic wspólnego z krytyką tekstu. Korygowano fragmenty mogące sugerować bałwochwalczy sens lub uwłaczające majestatowi Boga, np. sugerujące jego antropomorficzny charakter. Większość poprawek została przyjęta przez współczesnych egzegetów.
Ze względu na kontrowersje wokół samego pojęcia „tikunej soferim”, różnie rozumianego przez badaczy, podaje się różną ilość dokonanych przez skrybów poprawek. Według kodeksu Babylonicus Petropolitanus dokonano 18 poprawek. Masoreckie manuskrypty różnią się między sobą pod względem ilości zaznaczonych w nich „poprawek pisarzy”. W niektórych zaznacza się tylko część z nich, inne (np. kodeks z Aleppo) zupełnie je pomijają.
Określenie „poprawki skrybów” można rozumieć bardzo ogólnie – jako wszelkie poprawki naniesione przez soferów (przepisywaczy Tory) na przestrzeni wieków. Stąd bierze się wiele nieporozumień związanych z definicją pojęcia. Przyjęto jednak stosować miano „tikunej soferim” w rozumieniu tych osiemnastu poprawek, które sami soferim nazwali „poprawkami” (w odróżnieniu np. od ośmiu wcześniejszych uwag określanych przez nich jako „kinot” – „eufemizmy”).

## Lista tikunej soferim
Poniżej znajduje się lista przeróbek w kolejności podanej w Biblia Hebraica Stuttgartensia:
- Księga Rodzaju 18,22

„a Jahwe nadal stał przed Abrahamem” przerobiono na „a Abraham nadal stał przed Jahwe”
- Księga Liczb 11,15

- Księga Liczb 12,12

- 1 Księga Samuela 3,13

przekleństwo wobec „Boga” przerobiono na przekleństwo wobec „nich” (synów Helego)
- 2 Księga Samuela 4,12

imię „Isz-Baal” („człowiek Baala”) przerobiono na „Isz-boszet” („człowiek hańby”); jedynie w 1 Księdze Kronik 8,33 i 9,39 pozostało „Isz-Baal”
- 2 Księga Samuela 20,1

- 1 Księga Królewska 12,16

- Księga Jeremiasza 2,11

„Mój zaś naród zamienił swoją chwałę”, w oryginalnym tekście hebr.: „moją chwałę”; TM, LXX, syrp, vg: „swoją chwałę”;
- Księga Ezechiela 8,17

„mój nos” przerobiono na „ich nos”
- Księga Ozeasza 4,7

„moją chwałę zamienili na hańbę” zamieniono na „swoją chwałę zamienili na hańbę” wspierane przez tekst T, syrp;
- Księga Habakuka 1,12

„Ty [Boże] nie umrzesz” przerobiono na „my nie umrzemy”
- Księga Zachariasza 2,12

„mego oka” zmieniono na „jego oka”
- Księga Malachiasza 1,13

- Księga Hioba 7,20

- Księga Hioba 32,3

„obwiniać Boga” zmieniono na „obwiniać Joba”
- Lamentacje Jeremiasza 3,20

- 2 Księga Kronik 10,16

Resztę poprawek odnotował Christian D. Ginsburg:
- Księga Psalmów 106,20

„moją chwałę”, TM ma „ich chwałę”; LXXmss, vgmss oddaje: „swoją chwałę”;
- Księga Zachariasza 2,8

W oparciu o kodeks VP z 916 roku n.e. Ginsburg zaproponował kolejne dwie poprawki:
- Księga Malachiasza 1,12

„mnie bezcześcicie” zamieniono na „bezcześcicie je”
- Księga Malachiasza 3,9

„przeklinacie mnie” zmieniono na „przekleństwo na was”
Ginsburg wyszczególnił również cztery poprawki polegające na zawieszeniu litery nad linią zapisanego słowa:
- Księga Sędziów 18,30

„syna Mojżesza” zamieniono na „syna Manassesa”
- Księga Psalmów 80, 14
- Księga Hioba 38, 13. 18

Nowsze badania wykazały, że również w 1 Sm 3,13; Zch 2,12; Hi 7,20 dokonano poprawek. Na podobnej zasadzie w 1 Królewskiej 21,10.13 eufemizmem „błogosławić Boga”, zastąpiono niedopuszczalne wyrażenie „przeklinać Boga”.